# Мацудайра Катамори
Мацудайра Катамори (яп. 松平 容保, 15 февраля 1836 — 5 декабря 1893) — крупный государственный и военный деятель Японии в начале периода Мэйдзи, 9-й даймё Айдзу-хана (1852—1868), военный комендант Киото (1863—1864, 1864—1867).

## Биография
Родился 15 февраля 1836 года в Эдо, в резиденции даймё княжества Такасу провинции Мино. Седьмой сын Мацудайры Ёситацу (1800—1862), 10-го даймё Такасу (1832—1850). Его матерью была наложница Тиё.
Его первое имя — Кэйносукэ (銈之丞). Такасу-хан было маленьким княжеством, но имел высокий уровень в силу своего статуса как ветвь клана Токугава (Овари-хан). Кроме того, в истории рода Такасу-Мацудайра были даймё, которые были усыновлены и приняты в семьи из клана Мито-хана, старшей ветви клана Токугава.
В 1846 году с согласия своего отца Ёситацу Кэйносукэ был усыновлён своим дядей Мацудайрой Кататакой (1806—1852), 8-м даймё Айдзу-хана (1822—1852). Кэйносукэ был принят в семье Мацудайры Кататаки и женился в 1856 году на его дочери. Он принял новое имя — Катамори.
Ещё в детстве Мацудайра Катамори был представлен сёгуну Токугаве Иэёси (1837—1853) и его министру Ии Наосукэ. В конце 1856 года Катамори получил титул «Вакаса-но ками» (若狭守), который традиционно носили наследники дома Айдзу. Приёмный отец отправил Катамори на учёбу в школу Ниссинкан.
В начале 1852 года после смерти своего приёмного отца Мацудайры Кататаки 18-летний Мацудайра Катамори стал 9-м даймё Айдзу-хана. Ему пожаловали титул «Хёго-но ками» (肥後守), который традиционно носили даймё Айдзу.
В 1862 году Мацудайра Катамори был назначен сёгунским правительством военным комендантом столицы Японии — Киото. Он стал отвечать за безопасность района Киото — Осака. От этого назначения Мацудайра Катамори долго отказывался и согласился только под давлением самого сёгуна, лично прибывшего за ним в Айдзу.
23 сентября 1862 года в замке Эдо состоялось официальное назначение Мацудайры Катамори. Должность приносила ему 50 000 коку и 30 000 рё годового дохода. В декабре того же года Катамори вызвал из Айдзу в Киото 1000 самураев. В январе 1863 года по его приказу был сформирован отряд Росигуми, из части которого позже сформировался Синсэнгуми. Ещё несколько позже с той же целью — поддержание порядка в Киото — был образован ещё один отряд — Мимаваригуми. Командиром Синсэнгуми был назначены самураи Сэридзава Камо, Кондо Исами и Тоноути Ёсио. Кроме того, Мацудайра назначил на ключевые посты своих людей: Нагаи Наоюки стал магистратом Киото, посланником сёгуна в Киото (яп. 京都所司代 Кё:то сёсидай) был назначен Макино Тадаюки, Тюдзё Нобунори стал помощником Мацудайры.
Мацудайра Катамори пытался сначала мирными методами справиться с тем, что Сэридзава Камо вместо того, чтобы охранять мирное население Киото, собирал регулярно деньги с торговцев. Он вызывал командира Мибу Росигуми и говорил ему, чтобы в случае денежной нужды тот обращался к нему. Мацудайра даже компенсировал некоторые поборы Сэридзавы Камо.
30 сентября 1863 года Мацудайра Катамори успешно справился с высылкой из Киото делегации клана Тёсю. После этого право охраны дворца, до того бывшее у клана Тёсю, перешло к кланам Айдзу и Сацума. Раскрытие заговора даймё Тёсю, имевшего целью похищение императора, обеспечило Мацудайре доверие императора Комэя (1846—1867).
В 1867 году последний сёгун Токугава Ёсинобу вернул политическую власть японскому императору Муцухито, и должность военного коменданта Киото была упразднена.
В январе 1868 года Мацудайра Катамори был с сёгуном. После битвы при Тоба — Фусими не раз пытался договориться с императором и решить дело мирным путём, но император не отвечал на его письма. В новом правительстве было много людей из Тёсю и Сацумы, а они за годы Бакумацу сильно возненавидели главу клана Айдзу. В феврале 1868 года Мацудайра Катамори уехал в своё княжество Айдзу, где продолжил сражаться за сёгунат. Императорские войска подавили восстание. Земли клана Айдзу были конфискованы, сам клан упразднён и переименован.
В 1868 году Мацудайра Катамори отказался от титула даймё Айдзу в пользу своего приёмного сына Мацудайры Нобунори (1855—1891), сына Токугавы Нариаки, даймё Мито-хана, и младшего брата сёгуна Токугавы Ёсинобу. В 1869 году Мацудайра Нобунори отказался от титула в пользу Мацудайры Катахару (1869—1910), старшего сына Мацудайры Катамори.
После победы над княжеством Айдзу императорской армии, состоявшей главным образом из выходцев из Тёсю и Сацумы, Мацудайра Катамори несколько лет провёл под домашним арестом в Токио, затем был освобождён из заключения. В 1880 году Мацудайра Катамори стал главным священником в Никко Тосё-гу. Он не любил вспоминать период Бакумацу.
5 декабря 1893 года скончался от пневмонии.

## Семья и дети
В 1856 году Мацудайра Катамори женился на дочери главы клана Айдзу Мацудайры Кататаки. Звали её Тосико. Кроме жены, у Мацудайры были две постоянные наложницы: Саку (1846—1909) и Киё (1844—1920). У них с Мацудайрой было несколько детей.